# Luis de Garay
Luis de Garay (Beteta, Cuenca, 6 de noviembre de 1613 - Granada, c. 19 de septiembre de 1679) fue un compositor y maestro de capilla español.

## Vida
Luis de Garay nació en Beteta, en la provincia de Cuenca, el 6 de noviembre de 1613. La noticia de su nacimiento proviene del musicólogo Barbieri, que pudo ver el expediente de limpieza de sangre en la Catedral de Toledo. Se formó musicalmente en la Catedral de Granada bajo el magisterio de Diego de Pontac. Pontac mismo lo relata en sus memorias, donde lo menciona entre los discípulos que tiene en diferentes catedrales. En las actas capitulares de la catedral granadina aparece como mozo de coro en 1629, cuando fue premiado con 20 ducados de ayuda de costa «atento su buen servicio» Debía llevar varios años de seise. Es mencionado de nuevo en 1631, cuando se le compra ropa nueva, «atento que [Garay] es necesario en la iglesia».
En 1633 es mencionado como maestro de capilla de la capilla musical de los «Extravagantes», que estaba asociada a la Colegiata del Salvador de Granada. Ese mismo año recibió una recomendación del cabildo granadino para su pretensión al magisterio de la Colegiata de Antequera. Finalmente el cargo fue para José de Escobedo, aunque la elección fue muy reñida. Permaneció en Granada, donde oficialmente era seise, pero debía tener más responsabilidades, ya que en las actas se le nombra a partir de 1635 como «maestro Garay», título reservado habitualmente al maestro de capilla, que en aquel momento seguía siendo Pontac.
Tras la partida de Antonio de Paz en 1634 sin apenas haber ejercido como maestro y tras años de problemas para retener a sus maestros por la falta de emolumentos, el cabildo de la Catedral de Guadix llamó a Garay para ejercer el cargo. Garay fue recibido en la catedral el 27 de enero de 1635 con 23 años, trayéndose los padres, Juan de Garay y Engracia de Lomar. Llegó a Guadix ordenado de primera tonsura, pero en septiembre de 1635 era ordenado de evangelio en Almería y de presbítero en 1637 en Granada.  En 1637 se presentó a las oposiciones para el magisterio de la Catedral de Cuenca, en las que no quedó entre los tres primeros candidatos. El 13 de enero de 1638 es mencionado como tal en las actas capitulares de la Colegiata de Antequera. Las actas mencionan que «era muy hábil para dicho oficio» y el cabildo le ofreció el cargo de maestro de capilla de la colegial de Antequera. Parece que Garay aceptó, ya que el 17 de febrero se le dio licencia para regresar a Guadix a «traer su casa [...] con que sea luego y solicite lamentaciones para esta Semana Santa». Pero Garay no regresó a Antequera, permaneciendo en su magisterio accitano. Es posible que estuviese relacionado con que el 11 de marzo de 1639 le fuese concedida una capellanía en Guadix. Desde Guadix tomó parte en las oposiciones al magisterio de la Catedral de Málaga, en marzo de 1642, en las que salió elegido Juan Pérez Roldán y Garay quedó en segundo lugar.
En abril de 1644 se presentó a las oposiciones para el magisterio de la Catedral de Toledo, catedral primada de España, uno de los cargos de mayor prestigio del reino, que había quedado vacante desde 1642 tras la partida de Luis Bernardo Jalón. Al examen se presentaron Francisco Ruiz Samaniego, maestro de la Catedral de Astorga; el «maestro de capilla de Burgos»; Juan Rubión, maestro de la Catedral de León; y Luis de Garay. Salió victorioso Garay, que en junio de 1644 solicitaba licencia para trasladarse a Toledo. A partir de esa misma fecha pasó a ejercer de mayordomo en la Cofradía de San Acacio, que pertenecía a la parroquia de San Justo. Permaneció solamente pocos meses en Toledo, ya que tras la partida de Pontac en 1644 fue solicitado por el cabildo granadino para ser su sucesor.
El 30 de agosto de 1644 el cabildo granadino leía la despedida de Diego Pontac y el 13 de septiembre proponían al arzobispo que solicitase al rey la posibilidad del nombramiento directo de Garay para el magisterio. El 4 de noviembre se recibía respuesta de la corte diciendo que el nombramiento ya estaba realizado, sin embargo Garay no tomaría posesión del cargo por poderes hasta el 6 de febrero de 1645. Las actas capitulares de Toledo no tratan la vacante del magisterio hasta el 24 de abril, dando la impresión de que la vacancia se había producido hacía poco. En 1654 el cabildo malagueño la ofreció el magisterio por designación directa, tras mantener varios años el magisterio vacante. Garay puso algunas dificultades, aceptando finalmente, aunque se arrepintió y permaneció en su puesto en Granada.
El magisterio de Garay en Granada fue largo y provechoso, y el cabildo mostró gran aprecio por su maestro de música. En 1672 solicitó al cabildo, «como se hallaba enfermo y cansado, después de haber servido veinte y ocho años en el magisterio de capilla, y que no está para trabajar ni enseñar los seises», que se le concediera una ración de merced como se había hecho Alonso Cano. Con el apoyo del arzobispo Diego Escolano y Ledesma y de importantes valedores del cabildo, el 27 de octubre de 1673 se presentó la solicitud tras el fallecimiento de Alonso Cano y se dio la posesión de la ración inmediatamente. El 23 de febrero de 1674 se nombró a su sucesor en el cargo, Gregorio López de Guevara, a la sazón maestro de capilla de la Catedral de Oviedo. Se desconoce la fecha exacta del fallecimiento de Garay, pero debió ser poco antes del 19 de septiembre de 1769, ya que una cédula real del 7 de julio de 1681 nombra esa fecha como aquella en la que se propuso cubrir la vacante de la ración de merced que disfrutaba Garay.

## Obra
Se sabe que Garay compuso en latín, pero sobre todo villancicos en castellano. Debió dejar una copiosa obra en la Catedral de Granada, ya que en 1681 se menciona que,

Volvióse a proponer por el señor deán que las obras que dejó a esta santa iglesia el señor racionero Garay se entreguen; y se acordó que los papeles que dejó el señor Garay se saquen de donde están y se pongan en un arca con su llave por inventario en poder del señor racionero Rico, y que no se saque para ninguna parte papel alguno, porque sería de mucho sentimiento para el Cabildo.
Actas capitulares de la Catedral de Granada, 23 de septiembre de 1681

Sin embargo, no se conserva en Granada más que un invitatorio a cinco voces, Christum Regem adoremus. El musicólogo José López Calo menciona que aparte de Granada, solo se conservan obras en la Catedral de Segovia (aunque de atribución insegura) y en la Biblioteca Nacional, en la colección Gayangos-Barbieri. En cambio el musicólogo Guy Bourligueux menciona composiciones suyas en las catedrales de Málaga y Zaragoza.